# Aborto de papel
O aborto de papel, também conhecido como aborto financeiro, aborto masculino ou aborto estatutário, é a capacidade proposta do pai biológico, antes do nascimento da criança, de optar por não exercer quaisquer direitos, privilégios e responsabilidades em relação à criança, incluindo apoio financeiro. Por este meio, antes do nascimento de uma criança, o homem seria capaz de se absolver tanto dos privilégios como das exigências da paternidade.

## O aborto masculino
O conceito começa com a premissa de que quando uma mulher engravida, ela tem a opção de aborto, adoção ou maternidade. Ele argumenta, no contexto da igualdade de género, que nos primeiros estágios da gravidez o suposto pai deve ter o mesmo direito de renunciar a todos os futuros direitos parentais e responsabilidade financeira — deixando a mãe informada com as mesmas três opções. Atualmente, o suposto pai é considerado financeiramente responsável por uma criança, independentemente das circunstâncias da conceção, incluindo a violação do pai pela mãe (ver Hermesmann v. Seyer), e a fraude (a mãe utilizou o esperma do pai para engravidar sem o seu conhecimento ou consentimento).

O termo "aborto masculino" foi cunhado por Melanie McCulley, uma advogada da Carolina do Sul, num artigo de 1998, "The Male Abortion: The Putative Father's Right to Terminate His Interests in and Obligations to the Unborn Child". McCulley argumentou que os homens deveriam poder pôr termo às suas obrigações legais para com crianças indesejadas. Segundo McCulley:
Quando uma mulher descobre que está grávida, ela tem a liberdade de decidir se tem maturidade suficiente para assumir as responsabilidades da maternidade, se tem condições financeiras de sustentar um filho, se está num momento da sua carreira em que pode dedicar tempo para ter um filho ou se tem outras preocupações que a impedem de levar a gravidez até ao fim. Depois de avaliar as suas opções, a mulher pode escolher o aborto. Uma vez que ela aborta o feto, os interesses e obrigações da mulher para com a criança terminam. Em contraste, o pai solteiro não tem opções. As suas responsabilidades para com a criança começam na conceção e só podem terminar com a decisão da mulher de abortar o feto ou com a decisão da mãe de entregar a criança para adoção. Portanto, ele deve confiar nas decisões da mulher para determinar o seu futuro. O suposto pai não tem o luxo, após o facto da conceção, de decidir que não está pronto para a paternidade. Ao contrário da fêmea, ele não tem rota de fuga.

## Debate e atenção pública

### Apoio
Num artigo de 1996, “Abortion and Fathers' Rights,”, o filósofo Steven Hales apresentou um argumento que pressupõe as seguintes afirmações:
1. Que as mulheres têm direito absoluto ao aborto eletivo;
2. Que homens e mulheres têm direitos e deveres morais iguais e devem ter direitos e deveres legais iguais; e
3. Que os pais têm o dever moral de sustentar os seus filhos depois que eles nascem e que os deveres legais de sustento devem sobrepor-se a esse dever moral.

Hales argumenta que a conjunção destes três princípios é prima facie inconsistente e que essa inconsistência deve ser erradicada, primeiramente reconhecendo que os homens não têm o dever absoluto de fornecer apoio material aos seus filhos e, em segundo lugar, admitindo que os pais têm o direito de recusa.
Laurie Shrage, professora de filosofia e estudos de género e mulheres, questiona se os homens deveriam ser "penalizados por serem sexualmente ativos", e coloca o assunto na perspetiva de feministas que tiveram que lutar contra a mesma ideia com significados de género diferentes, a saber, que consentir com a relação sexual não é o mesmo que consentir com a paternidade. Além disso, tanto os homens como as crianças são punidos, de acordo com o professor Shrage; as crianças têm de viver com um pai ausente que nunca se tornou pai "voluntariamente".
[Se] a responsabilidade parcial das mulheres pela gravidez não as obriga a apoiar um feto, então a responsabilidade parcial dos homens pela gravidez não os obriga a apoiar uma criança resultante.— Elizabeth Brake no Journal of Applied Philosophy, 2005
No máximo, de acordo com Brake, os homens devem ser responsáveis por ajudar com as despesas médicas e outros custos de uma gravidez pelos quais são parcialmente responsáveis.
Curiosamente, existe sobreposição entre masculinistas e feministas neste ponto. Por exemplo, a escritora e comediante australiana Catherine Deveny defende que exigir que o homem seja automaticamente resignado à parentalidade forçada é uma violação do direito de escolha do homem quando as mulheres têm várias opções para absolver o homem da responsabilidade parental; nomeadamente, diz ela, "as opções são o aborto, a adoção, a parentalidade em conjunto ou a parentalidade única". Deveny também condena a noção antiquada de "os homens [serem] obrigados a sustentar as mulheres", que ela considera ser uma reminiscência de "valores heteronormativos opressivos [que] pertencem à década de 1950". Como solução, Deveney sugere um registo de "ainda sem filhos", que daria aos homens uma solução de exclusão que impediria que os pais fossem forçados a ter filhos contra a sua vontade — ou pelo menos os impediria de serem forçados a pagar pensão alimentícia.

### Oposição
O aborto de papel encontrou oposição por parte daqueles que o veem como uma desculpa para os homens fugirem às suas responsabilidades como pais. Os críticos dizem que os homens devem usar métodos contracetivos (contraceção ou esterilização) ou praticar a abstinência se quiserem evitar as responsabilidades financeiras e pessoais da paternidade. Esta posição não tem em conta os homens que concebem uma criança mesmo depois de tomarem precauções razoáveis, ou a conceção involuntária como resultado de sabotagem no controlo da natalidade, agressão sexual, violação de menores por mulheres adultas ou roubo de esperma.

## Por país

### Argentina
Lilia Lemoine, deputada eleita pela Argentina e aliada do presidente eleito Javier Milei, anunciou que o seu primeiro projeto de lei será oferecer aos pais a possibilidade de renunciar à paternidade. O projeto determina que a gestante deverá comunicar a gravidez ao pai em até 15 dias e este poderá decidir se quer ou não reconhecer a criança. Lemoine afirma que se o homem não quiser, não terá obrigação de pagar pensão alimentícia. Segundo a deputada, é injusto que uma mulher possa renunciar à maternidade matando o seu filho, referindo-se à aprovação do aborto na Argentina em 2020.

### Dinamarca
O conceito de aborto em papel foi introduzido pela primeira vez na Dinamarca em 2000 pelo socioeconomista Henrik Platz. Ele diz que é necessário, de uma perspetiva igualitária, garantir que mulheres e homens tenham direitos iguais perante a lei. De acordo com uma sondagem Gallup de 2014 e sondagens anteriores, entre 40% e 70% dos dinamarqueses concordam com a legalização do aborto em papel.
A socióloga Karen Sjørup, que conduziu uma investigação sobre o tema argumenta que isso daria mais liberdade às mulheres, permitindo que aquelas que querem ser mães sem terem de partilhar os direitos e deveres da parentalidade com os homens tivessem uma forma adicional de o fazer. Ela também sugere que isso poderia diminuir a taxa de aborto porque evitaria que os homens que desejam evitar a paternidade pressionassem as mulheres a abortar.
Os defensores argumentam que, assim como as mulheres podem escolher ter filhos ou não, os homens também devem poder escolher assumir a paternidade ou não. Permitir que os homens tenham a oportunidade de renunciar à responsabilidade económica, social e legal por um filho por nascer durante os primeiros três meses de gravidez daria aos homens e às mulheres oportunidades tão próximas quanto possível da igualdade.

### Suécia
Em 2016, uma filial regional do Partido Liberal da Juventude Sueco decidiu apoiar o aborto em papel para homens até a 18ª semana de gravidez, o prazo limite para abortos em mulheres. A proposta foi apoiada por alguns comentadores, mas não pelo partido-mãe do PLJ.